# Cadarçac
Cadarçac (en francès Cadarsac) és un municipi francès situat al departament de la Gironda i a la regió de la Nova Aquitània. Es troba encerclat pels municipis de Nerijan, Arvèiras i Geniçac.

## Demografia
| 1962                                       | 1968 | 1975 | 1982 | 1990 | 1999 | 2007 |
| ------------------------------------------ | ---- | ---- | ---- | ---- | ---- | ---- |
| 119                                        | 135  | 141  | 184  | 263  | 246  | 227  |
| Des de 1962: població sense dobles comptes |      |      |      |      |      |      |

## Administració
| Període   | Identitat          | Partit |
| --------- | ------------------ | ------ |
| 2001-2008 | Geneviève Beney    |        |
| 2008-     | Armand Reis-Filipe |        |